# Colegiales

Lage von Colegiales in Buenos Aires

Colegiales ist ein Stadtteil im Norden der argentinischen Hauptstadt Buenos Aires und befindet sich zwischen den Avenidas Álvarez Thomas, Forest, De los Incas, Virrey del Pino, Cabildo, Jorge Newbery, Crámer and Dorrego. Der Stadtteil ist ca. 2,3 km² groß und hat 57.000 Einwohner (Stand von 2001).

## Geschichte
Die Geschichte von Colegiales ist die gleiche wie die des Stadtviertels Chacarita, denn das Gebiet hieß ursprünglich Chacarita de los Colegiales. Seinen Namen erhielt es durch die Jesuiten, die dort mit ihren Studenten Ausflüge machten. Als diese 1767 vertrieben wurden, ging das Land zurück an den spanischen König. Unter der Regierung von Bernardino Rivadavia, als Argentinien goldene Zeiten erlebte, siedelten Arbeiter und europäische Immigranten dort und es entstanden die Städte Chacarita und Colegiales.

Prägend und von geschichtlicher Bedeutung für das Stadtviertel ist unter anderem sein Bahnhof.

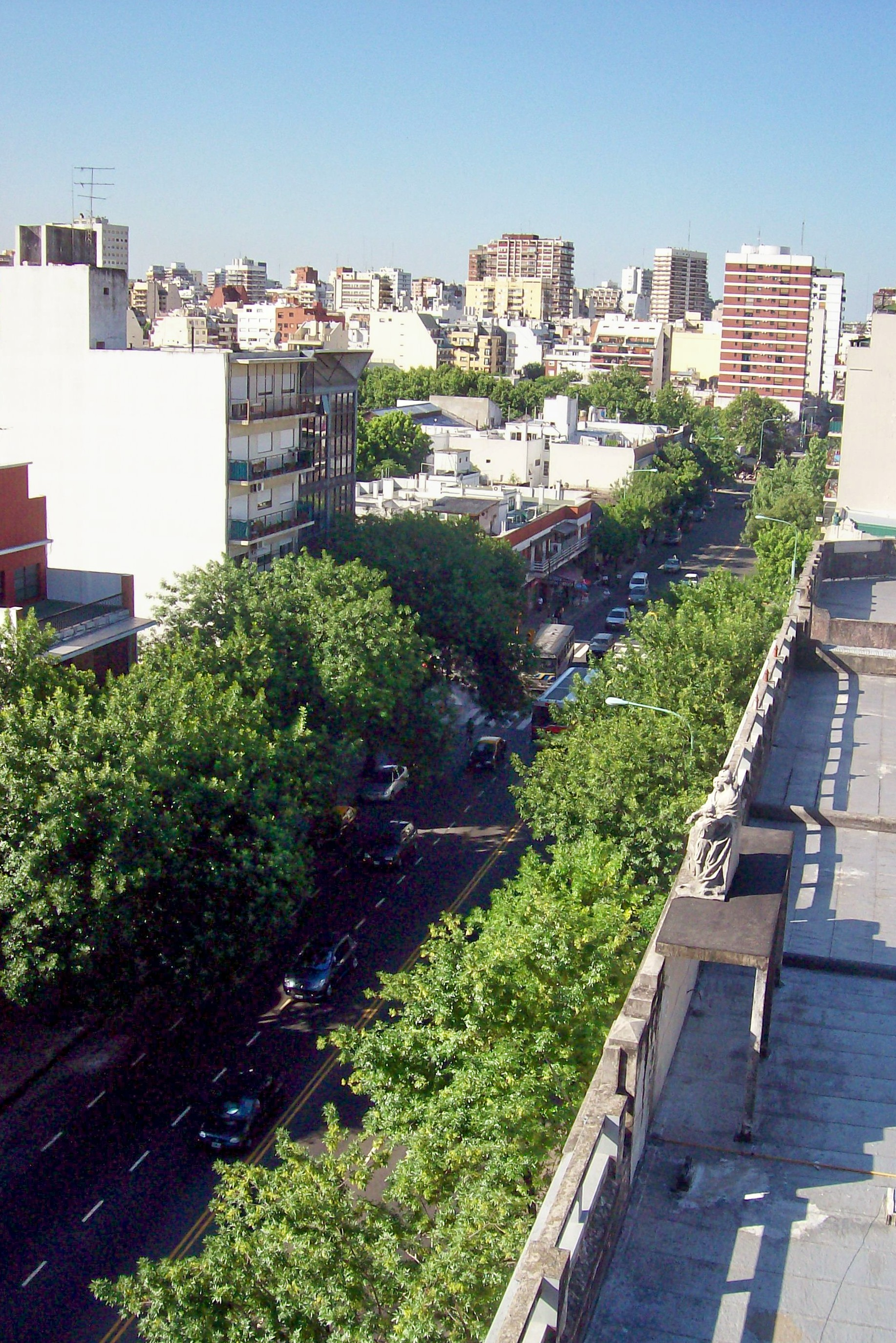
Avenida Federico Lacroze

## Tourismus
Colegiales ist einer der kleineren Stadtteile von Buenos Aires und wird von der Avenida Federico Lacroze, der Haupteinkaufsstraße des Viertels, durchschnitten. Einen Kontrast dazu bietet die Avenida Alvarez Thomas mit ihren Reihenhäusern auf der einen und Wohnblöcken auf der anderen Straßenseite. Sie ist außerdem die Stadtteilgrenze zu Chacarita.
Der General Paz Park zieht mit seinen alten Bäumen, den Bächen und einem Patio im andalusischen Stil viele Besucher an. Die Plaza Colegiales ist bekannt für ihre Kunstwerke, die vom argentinischen Zeichner Joaquin Lavado, besser bekannt als Quino, gestiftet wurden. Colegiales ist außerdem einer der grünsten Stadtteile.

## Kultur
Beliebter Treffpunkt für die Einwohner des Viertels war der „Club Social y Deportivo Colegiales“, wo vor Jahrzehnten auch Roberto „Polaco“ Goyeneche Tangokonzerte gab. Im Stadtteil befand sich auch das erste Kino („Las Familias“) von Buenos Aires. Populärer war allerdings das Kino „Argos“, das außerdem ein Theater, einen Versammlungsraum und einen Tanzsaal hatte. Leider gibt es diese Institutionen nicht mehr, sie wurden entweder geschlossen oder zogen um ins östlich gelegene Belgrano. 
Man findet in Colegiales zahlreiche Cafés, die eher an Billardhallen erinnern und Nachtschwärmer anziehen. Das bekannteste ist sicherlich das „Cafe Argos“ an der Kreuzung der Avenidas Federico Lacroze und Alvarez Thomas. 
Auf der Dorrego-Straße wurden ehemalige Getreidesilos in teure Wohnlofts umgebaut, die von Besserverdienenden der Stadt bewohnt werden. 
Bis 1988 befand sich auch der beliebte Dorrego-Wochenmarkt an der Ecke der Avenidas Alvarez Thomas und Dorrego, wo portugiesisch-, italienisch-, spanisch- und japanischstämmige Argentinier Lebensmittel anboten. Heute findet dort der größte Flohmarkt der Stadt statt, auf dem man alles von afrikanischem Kunsthandwerk bis chinesisches Porzellan findet.